# Cerebrale slagader
Cerebrale slagader is een term waarmee de drie hersenslagaders en hun aftakkingen worden bedoeld. Ze zorgen voor de bloedvoorziening van de grote hersenen. De drie slagaders zijn:
- Arteria cerebri anterior (ACA) of voorste hersenslagader
- Arteria cerebri media (ACM) of middelste hersenslagader
- Arteria cerebri posterior (ACP) of achterste hersenslagader